# Poritia courvoisieri
Poritia courvoisieri är en fjärilsart som beskrevs av Hans Fruhstorfer 1917. Poritia courvoisieri ingår i släktet Poritia och familjen juvelvingar. Inga underarter finns listade i Catalogue of Life.